# Blepisanis vittata
Blepisanis vittata är en skalbaggsart som först beskrevs av Louis Albert Péringuey 1888.  Blepisanis vittata ingår i släktet Blepisanis och familjen långhorningar. Inga underarter finns listade.